# Махров, Николай Васильевич
Никола́й Васи́льевич Махро́в (1932—2003) — учёный-экономист, лауреат премии имени В. С. Немчинова (1996).

## Биография
В 1956 году окончил общеэкономический факультет Московского государственного экономического института.
В 1964 году защитил кандидатскую диссертацию.
С 1961 года работал в институтах системы АН СССР. В Лаборатории экономико-математических методов под руководством академика В. С. Немчинова занимался разработкой плановых межотраслевых балансов автономных и союзных республик СССР. В 1963 году лаборатория вошла в состав создаваемого Центрального экономико-математического института Академии наук.
С 1966 по 1978 годы — учёный секретарь института, а с 1978 по 1991 годы — заместитель директора по научной работе.
В 1991 году перешёл на работу в Институт проблем рынка РАН, до 2003 года был заместителем директора, затем ведущий научный сотрудник.

## Научная деятельность
Область научных интересов — управление промышленным производством на основе современных средств вычислительной техники, автоматизированные системы управления производством, цикличность экономических процессов.
- Методика составления матричного баланса промышленного предприятия (1962)
- Унификация плановой документации промышленных предприятий (1963)
- Интегрирование системы обработки данных (1970)
- Основы автоматизированных систем управления (1974)
- Параметры разработки современных автоматизированных систем управления предприятиями (1974)
- Динамика производственных объединений и модели планирования их деятельности (1984)
- Проблемы повышения эффективности АСУ (1982)
- Циклы жизни экономических процессов, объектов и систем (1991)

## Награды
- Заслуженный экономист РСФСР (1972)
- Премия имени В. С. Немчинова (1996) — за цикл работ, посвящённых совершенствованию системы управления на основе теоретических и прикладных аспектов моделирования микроэкономических процессов;